# FA Trophy
The Football Association Challenge Trophy, normalt omtalt som FA Trophy, er en fodboldturnering, der hver år arrangeres af og er opkaldt efter det engelske fodboldforbund, The Football Association, og som fortrinsvis har deltagelse af semiprofessionelle hold. Turneringen blev oprettet i 1969 til gavn for de non-league-klubber, som betalte sine spillere, og som derfor ikke kunne deltage i FA Amateur Cup. Reglerne for hvilke hold, der kan deltage, er blevet ændret flere gange, men siden 2008 har turneringen været åben for klubber, der spiller på trin 1-4 i National League System, hvilket svarer til niveau 5-8 i det komplette ligasystem. I praksis omfatter det holdene i ligaerne Football Conference, Southern League, Isthmian League og Northern Premier League.
Turneringens finaler blev spillet på det oprindelige Wembley Stadium fra turneringens start til stadionets lukning i 2000, og på det nye Wembley Stadium siden dets åbning i 2007. I de mellemliggende år blev finalerne spillet på Villa Park i Birmingham eller på Boleyn Ground i London.
Rekorden for flest sejre i FA Trophy deles af tre hold, der hver har vundet turneringen tre gange: Woking, Scarborough og Telford United, hvoraf de to sidstnævnte nu er nedlagt og således ikke kan føje yderlige titler til deres samling. Scarborough, Woking, Grays Athletic og Kingstonian er de eneste hold, der har vundet turneringen to sæsoner i træk. Manageren Mark Stimson er den eneste, der har vundet FA Trophy som manager tre sæsoner i træk.
Turneringen er pr. 2013 sponsoreret af Carlsberg og derfor markedsført under navnet FA Carlsberg Trophy. Tidligere sponsorerede Umbro turneringen under navnet FA Umbro Trophy.

## Historie
Turneringen blev skabt af The Football Association i 1969 for at give semiprofessionelle hold en mulighed for at kæmpe om chancen for at spille på Wembley Stadium. Rene amatørklubber deltog i FA Amateur Cup, der havde været afviklet siden 1893, men mange af de førende non-league-klubber betalte sine spillere i en eller anden udstrækning og var derfor ikke berettiget til at stille op i FA Amateur Cup.
Den første FA Trophy-finale blev vundet af Macclesfield Town, der i samme sæson også vandt Northern Premier League. Klubber fra Northern Premier League dominerede turneringens første årti, hvor Telford United var det eneste Southern League-hold, der brød nordholdenes jerngreb om trofæet. Scarborough spillede sig frem til finalen fire gange på fem sæsoner mellem 1973 og 1977. Heraf blev de tre finaler vundet.
I 1979 oprettede de førende klubber i Southern League og Northern Premier League den nye Alliance Premier League, og holdene fra denne liga dominerede FA Trophy i 1980'erne. I sæsonen 1980-81 blev de imidlertid alle overgået af Bishop's Stortford fra den relativt lavt rangerende Isthmian League First Division. Holdet trådte ind i turneringens indledende runde og spillede sig helt frem til finalen ved at vinde tolv kampe i træk. Som prikken på i'et besejrede holdet Sutton United i finalen.
I 1989 blev Telford United den anden klub, der vandt FA Trophy tre gange. Mellem 1990 og 2000 vandt en række mindre klubber turneringen. Wycombe Wanderers og Kingstonian sejrede begge to gange, mens Woking i 1997 blev det tredje hold, der vandt FA Trophy for tredje gang.
Den tidligere nordirske landsholdsspiller Martin O'Neill havde sit første job som manager for Wycombe Wanderers, som han førte til to sejre i turneringen, og Geoff Chapple førte Kingstonian frem til titlen to gange og Woking tre gange inden for en periode på blot syv år. Efter Chapples succesperiode blev Mark Stimson den første manager, der vandt FA Trophy tre sæsoner i træk, da han førte Grays Athletic til sejr i 2005 og 2006 og gentog triumfen med sin nye klub, Stevenage Borough, i 2007.
I de første år kæmpede turneringen for at opnå samme anseelse som den veletablerede FA Amateur Cup. Men i 1974 stoppede The Football Association officielt med at skelne mellem professionelle og amatører, og som følge heraf blev FA Amateur Cup nedlagt, og deltagerantallet i FA Trophy steg til 300 hold. Dette tal faldt imidlertid gradvist indtil kun ca. 120 klubber deltog i 1991. Reglerne for deltagelse i turneringen blev efterhånden ændret og koblet til udviklingen af National League System. Det har medført, at turneringen pt. har deltagelse af ca. 250 klubber om året.
I 1978 flyttede forbundet FA Trophy-finalen til lørdagen efter FA Cup-finalen, så optakten til finalen blev længere, og så afviklingen af kampen ikke kolliderede med ligakampe.
Det højeste tilskuertal i turneringens historie er 53.262, som i 2007 overværede finalen mellem Kidderminster Harriers og Stevenage Borough.

## Format
Turneringen er en knockout-turnering, hvor holdene parres i kampe ved lodtrækning. I kvalifikationsrunderne og første runde er holdene imidlertid inddelt i regionale grupper for at reducere transportomkostningerne. Hvis en kamp (bortset fra semifinalerne og finalen) slutter uafgjort, bliver der spillet omkamp, og normalt får det hold, der havde udebane i den første kamp, hjemmebane i omkampen. Uafgjorte omkampe afgøres nutildags i forlænget spilletid og evt. straffesparkskonkurrence, men tidligere kunne der spilles flere omkampe.
Oprindeligt bestod turneringen af det antal kvalifikationsrunder, som var påkrævet for at bringe antallet af klubber ned på 32. I 1999 blev formatet ændret, så det svarede til FA Cup-formatet, dvs. de seks runder inden semifinalerne var første til sjette runde, og kvalifikationsrunderne blev afskaffet. Hold fra Football Conference var oversiddere i de første runder.
Fra og med sæsonen 2008–09 har turneringen bestået af fire kvalifikationsrunder, fire hovedrunder samt semifinalerne og finalen. Hold på trin 4 i National League System træder ind i turneringen i den indledende runde, hold fra trin 3 i første kvalifikationsrunde, dem fra trin 2 i tredje kvalifikationsrunde, og dem fra trin 1 i første runde.
The Football Association uddeler præmiepenge til alle hold, der vinder mindst én kamp i turneringen. I sæsonen 2008-09 var præmien f.eks. £ 2.000 til de 51 vindere i den indledende runde, og præmiens størrelse steg runde for runde op til £ 50.000 til vinderen af finalen. Det enkelte holds præmiepulje akkumuleres gennem turneringen, således at et hold, der f.eks. starter i den indledende runde og vinder flere runder, modtager £ 2.000 for sejren i den indledende runde, £ 2.300 for sejren i første kvalifikationsrunde, £ 3.000 for sejren i første kvalifikatiionsrunde osv.
Turneringens finaler blev spillet på det oprindelige Wembley Stadium fra turneringens start til stadionets lukning i 2000, og på det nye Wembley Stadium siden dets åbning i 2007. I de mellemliggende år blev finalerne spillet på Villa Park i Birmingham i perioden 2001-05 og på West Ham United FC's Boleyn Ground i London i 2006.

## Vindere og finalister
Scarborough (1973, 1976, 1977), Telford United (1971, 1983, 1989) og Woking (1994, 1995, 1997) deler rekorden for flest finalesejre. I 1985 blev Wealdstone det første hold til at vinde "Non-League Double" bestående af FA Trophy og Football Conference. Siden da har Colchester United i 1992 og Wycombe Wanderers i 1993 gentaget Wealdstones bedrift. Inden oprettelsen af Football Conference havde Macclesfield Town og Stafford Rangers imidlertid vundet en double bestående af Northern Premier League-mesterskabet og FA Trophy i henholdsvis 1970 og 1972, men på det tidspunkt var Northern Premier League blot en af flere ligaer i toppen af non-leage-fodbold.

### Hold
| FA Trophy 1969–2012                     |                        |                  |                  |
| Titler                                  | Klub                   | Vundne finaler   | Tabte finaler    |
| 3                                       | Telford United †       | 1971, 1983, 1989 | 1970, 1988       |
| 3                                       | Woking                 | 1994, 1995, 1997 | 2006             |
| 3                                       | Scarborough †          | 1973, 1976, 1977 | 1975             |
| 2                                       | Stevenage Borough      | 2007, 2009       | 2002, 2010       |
| 2                                       | Macclesfield Town      | 1970, 1996       | 1989             |
| 2                                       | Altrincham             | 1978, 1986       | 1982             |
| 2                                       | Stafford Rangers       | 1972, 1979       | 1976             |
| 2                                       | Barrow                 | 1990, 2010       | -                |
| 2                                       | Grays Athletic         | 2005, 2006       | -                |
| 2                                       | Kingstonian            | 1999, 2000       | -                |
| 2                                       | Wycombe Wanderers      | 1991, 1993       | -                |
| 2                                       | Enfield †              | 1982, 1988       | -                |
| 1                                       | Kidderminster Harriers | 1987             | 1991, 1995, 2007 |
| 1                                       | Northwich Victoria     | 1984             | 1983, 1996       |
| 1                                       | York City              | 2012             | 2009             |
| 1                                       | Canvey Island          | 2001             | 2004             |
| 1                                       | Dagenham †             | 1980             | 1977             |
| 1                                       | Darlington             | 2011             | -                |
| 1                                       | Ebbsfleet United       | 2008             | -                |
| 1                                       | Hednesford Town        | 2004             | -                |
| 1                                       | Burscough              | 2003             | -                |
| 1                                       | Yeovil Town            | 2002             | -                |
| 1                                       | Cheltenham Town        | 1998             | -                |
| 1                                       | Colchester United      | 1992             | -                |
| 1                                       | Wealdstone             | 1985             | -                |
| 1                                       | Bishop's Stortford     | 1981             | -                |
| 1                                       | Matlock Town           | 1975             | -                |
| 1                                       | Morecambe              | 1974             | -                |
| 0                                       | Runcorn †              | -                | 1986, 1993, 1994 |
| 0                                       | Forest Green Rovers    | -                | 1999, 2001       |
| 0                                       | Kettering Town         | -                | 1979, 2000       |
| 0                                       | Newport County         | -                | 2012             |
| 0                                       | Mansfield Town         | -                | 2011             |
| 0                                       | Torquay United         | -                | 2008             |
| 0                                       | Hucknall Town          | -                | 2005             |
| 0                                       | Tamworth               | -                | 2003             |
| 0                                       | Southport              | -                | 1998             |
| 0                                       | Dagenham & Redbridge   | -                | 1997             |
| 0                                       | Witton Albion          | -                | 1992             |
| 0                                       | Leek Town              | -                | 1990             |
| 0                                       | Burton Albion          | -                | 1987             |
| 0                                       | Boston United          | -                | 1985             |
| 0                                       | Bangor City            | -                | 1984             |
| 0                                       | Sutton United          | -                | 1981             |
| 0                                       | Mossley                | -                | 1980             |
| 0                                       | Leatherhead            | -                | 1978             |
| 0                                       | Dartford               | -                | 1974             |
| 0                                       | Wigan Athletic         | -                | 1973             |
| 0                                       | Barnet                 | -                | 1972             |
| 0                                       | Hillingdon Borough     | -                | 1971             |
| † Klubben findes pr. 2013 ikke længere. |                        |                  |                  |

Bangor City har siden 1992 spillet i det walisiske ligasystem og er derfor ikke længere berettiget til at deltage i FA Trophy.

### Finaler
Oprindeligt blev finalerne spillet om, hvis de endte uafgjort. I nyere tid er finalerne imidlertid blevet afgjort i form af straffesparkskonkurrence hvis nødvendigt. Vinderholdet modtager FA Trophy-pokalen samt de præmiepenge, som klubben har akkumuleret i løbet af turneringen.
| Finaler i FA Trophy |                            |                        |         |                                 |
| Sæson               | Vinder                     | Finalist               | Res.    | Spillested                      |
| 1969–70             | Macclesfield Town (1)      | Telford United         | 2–0     | Wembley Stadium, London         |
| 1970–71             | Telford United (1)         | Hillingdon Borough     | 3–2     | Wembley Stadium, London         |
| 1971–72             | Stafford Rangers (1)       | Barnet                 | 3–0     | Wembley Stadium, London         |
| 1972–73             | Scarborough (1)            | Wigan Athletic         | [00]2–1 | Wembley Stadium, London         |
| 1973–74             | Morecambe (1)              | Dartford               | 2–1     | Wembley Stadium, London         |
| 1974–75             | Matlock Town (1)           | Scarborough            | 4–0     | Wembley Stadium, London         |
| 1975–76             | Scarborough (2)            | Stafford Rangers       | [00]3–2 | Wembley Stadium, London         |
| 1976–77             | Scarborough (3)            | Dagenham               | 2–1     | Wembley Stadium, London         |
| 1977–78             | Altrincham (1)             | Leatherhead            | 3–1     | Wembley Stadium, London         |
| 1978–79             | Stafford Rangers (2)       | Kettering Town         | 2–0     | Wembley Stadium, London         |
| 1979–80             | Dagenham (1)               | Mossley                | 2–1     | Wembley Stadium, London         |
| 1980–81             | Bishop's Stortford (1)     | Sutton United          | 1–0     | Wembley Stadium, London         |
| 1981–82             | Enfield (1)                | Altrincham             | [00]1–0 | Wembley Stadium, London         |
| 1982–83             | Telford United (2)         | Northwich Victoria     | 2–0     | Wembley Stadium, London         |
| 1983–84             | Northwich Victoria         | Bangor City            | [00]1–1 | Wembley Stadium, London         |
| 1983–84             | Northwich Victoria (1)     | Bangor City            | 2–1     | Victoria Ground, Stoke-on-Trent |
| 1984–85             | Wealdstone (1)             | Boston United          | 2–1     | Wembley Stadium, London         |
| 1985–86             | Altrincham (2)             | Runcorn                | 1–0     | Wembley Stadium, London         |
| 1986–87             | Kidderminster Harriers     | Burton Albion          | [00]0–0 | Wembley Stadium, London         |
| 1986–87             | Kidderminster Harriers (1) | Burton Albion          | 2–1     | The Hawthorns, West Bromwich    |
| 1987–88             | Enfield                    | Telford United         | [00]0–0 | Wembley Stadium, London         |
| 1987–88             | Enfield (2)                | Telford United         | 3–2     | The Hawthorns, West Bromwich    |
| 1988–89             | Telford United (3)         | Macclesfield Town      | [00]1–0 | Wembley Stadium, London         |
| 1989–90             | Barrow (1)                 | Leek Town              | 3–0     | Wembley Stadium, London         |
| 1990–91             | Wycombe Wanderers (1)      | Kidderminster Harriers | 2–1     | Wembley Stadium, London         |
| 1991–92             | Colchester United (1)      | Witton Albion          | 3–1     | Wembley Stadium, London         |
| 1992–93             | Wycombe Wanderers (2)      | Runcorn                | 4–1     | Wembley Stadium, London         |
| 1993–94             | Woking (1)                 | Runcorn                | 2–1     | Wembley Stadium, London         |
| 1994–95             | Woking (2)                 | Kidderminster Harriers | [00]2–1 | Wembley Stadium, London         |
| 1995–96             | Macclesfield Town (2)      | Northwich Victoria     | 3–1     | Wembley Stadium, London         |
| 1996–97             | Woking (3)                 | Dagenham & Redbridge   | [00]1–0 | Wembley Stadium, London         |
| 1997–98             | Cheltenham Town (1)        | Southport              | 1–0     | Wembley Stadium, London         |
| 1998–99             | Kingstonian (1)            | Forest Green Rovers    | 1–0     | Wembley Stadium, London         |
| 1999–2000           | Kingstonian (2)            | Kettering Town         | 3–2     | Wembley Stadium, London         |
| 2000–01             | Canvey Island (1)          | Forest Green Rovers    | 1–0     | Villa Park, Birmingham          |
| 2001–02             | Yeovil Town (1)            | Stevenage Borough      | 2–0     | Villa Park, Birmingham          |
| 2002–03             | Burscough (1)              | Tamworth               | 2–1     | Villa Park, Birmingham          |
| 2003–04             | Hednesford Town (1)        | Canvey Island          | 3–2     | Villa Park, Birmingham          |
| 2004–05             | Grays Athletic (1)         | Hucknall Town          | [00]1–1 | Villa Park, Birmingham          |
| 2005–06             | Grays Athletic (2)         | Woking                 | 2–0     | Boleyn Ground, London           |
| 2006–07             | Stevenage Borough (1)      | Kidderminster Harriers | 3–2     | Wembley Stadium, London         |
| 2007–08             | Ebbsfleet United (1)       | Torquay United         | 1–0     | Wembley Stadium, London         |
| 2008–09             | Stevenage Borough (2)      | York City              | 2–0     | Wembley Stadium, London         |
| 2009–10             | Barrow (2)                 | Stevenage Borough      | [00]2–1 | Wembley Stadium, London         |
| 2010–11             | Darlington (1)             | Mansfield Town         | [00]1–0 | Wembley Stadium, London         |
| 2011–12             | York City (1)              | Newport County         | 2–0     | Wembley Stadium, London         |